# FMEA
FMEA (failure mode and effects analysis, analýza možného výskytu a vlivu vad) je analytická metoda, jejímž cílem je identifikovat místa možného vzniku vad ve výrobě.
Tato metoda je často používaná při výrobě díky jejímu možnému převedení jako standardu pro ostatní výrobky. Tato metoda také odhaluje rizika již v rané fázi plánování, tj. úspora času a jeho investice do vývoje produktu a procesu. Díky této metodě je také důkladně zdokumentován výrobní postup daného výrobku.
O výsledek kvalitní analýzy se musí zasloužit celý tým z různých úrovní organizace. Metoda je relativně jednoduchá, je k ní ale potřeba vysoká zkušenost a znalost zkoumaného produktu, nebo alespoň produktu jemu podobného. Nejen z tohoto důvodu je zapotřebí tým lidí napříč více oborů, protože pro každého člena týmu je důležitá jiná část postupu výrobku. Pokud je FMEA analyzována pouze jedním člověkem, není zaručeno, že byly vzaty v úvahu všechny možné druhy vady a jejich příčiny. Přesně vzato je FMEA souhrnem poznatků technika nebo týmu v průběhu vývoje celého procesu.

## Historie Metody FMEA
První široce známé použití FMEA bylo americkou armádou na konci 40. let 20. století. Armáda vyvinula techniku ke snížení zdrojů variací a odpovídajících potenciálních poruch při výrobě munice – a ukázalo se to jako vysoce účinný nástroj. Jakmile bylo zjištěno, že riziko projektu bylo sníženo vojenským použitím FMEA, NASA přijala metodologii jako klíčovou techniku plánování projektu. FMEA se ukázaly jako zásadní pro úspěch misí Apollo (a následných) misí NASA. FMEA jsou široce používány průmyslem civilního letectví k hodnocení bezpečnosti letadel. Automobilový průmysl byl také prvním příjemcem FMEA. Ford Motor Company vedla v polovině 70. let jako interní odpověď na jejich problémy s bezpečností a vztahy s veřejností s modelem Ford Pinto. Ostatní výrobci automobilů v USA, Evropě a Velké Británii brzy následovali Fordův příklad. AIAG byla založena v roce 1982, aby přiměla nelítostné (americké) konkurenty automobilového průmyslu ke spolupráci a dohodli se na standardizovaném používání nástrojů a postupů zlepšování kvality, jako jsou FMEA, SPC (statistická kontrola procesů), MSA (analýza systému měření) a související postupy.Na začátku 80. let byla metoda FMEA zpracována do jednotné příručky a byla zahrnuta do normy QS9000. V průběhu posledních 20 letech se FMEA postupně vyvíjela a rozšiřovala, vznikly například metody VDA, DRBFM, FMECA aj. které navazují nebo mají základ v této metodě.

## Aplikace metody FMEA

### SFMEA
System failure mode effects analysis (systémová) analyzuje systémy a subsystémy v raném (koncepčním) stadiu a zaměřuje se na interakce mezi systémy a elementy systému.

### DFMEA
Design failure mode effects analysis (konstrukce, návrh) analyzuje výrobek dříve, než se začne s výrobou. Zaměřuje se na druhy vad způsobené nedostatky konstrukce (návrhu).
Provádí se tzv. „pencil-and-paper analysis“ neboli analýza prováděná ještě před konstrukcí samotného produktu. Tuto analýzu provádí tým, který má zkušenosti s podobným produktem. V ideálním případě by tato metoda měla prozkoumat všechny možné způsoby vzniku poruchy a tím předcházet problémům dříve, než nastanou. Pokud se v návrhové fázi nepodaří úplně odstranit nalezenou chybu, tým dbá na to, aby alespoň co nejvíce omezil příčiny a zmírnil její následky.

### PFMEA
Process failure mode effects analysis (procesní, výrobní) analyzuje výrobní a montážní procesy, nedostatky procesu výroby nebo montáže.
Zpracovávají se a hodnotí možnosti selhání procesu a jeho efektivnosti. Mimo jiné se identifikují akce, které odstraní nebo redukují pravděpodobnost tohoto selhání. Dokument PFMEA by měl být sestaven nejpozději ke dni zahájení nebo ve fázi proveditelnosti, před vlastní produkcí; měl by také vzít v úvahu všechny výrobní operace z jednotlivých součástí.
PFMEA identifikuje a řadí každé potenciální riziko selhání pro každý zpracovatelský krok. Potenciální selhání, která jsou ohodnocena nejvyšším číslem riskové priority (RPN, Risk Priority Number), pomohou inženýrským službám a managementu k tomu, aby určili, jak alokovat čas a finanční rozpočty na řešení potenciálních selhání. PFMEA může také být využívaný pro dokumentaci výsledků nebo výrobních technik procesu.
K běžným chybám PFMEA patří:
- prahování
- nerozpoznání všech potenciálních selhání
- chybná identifikace zákazníka
- příliš optimistický náhled